# Landkreis Aachen

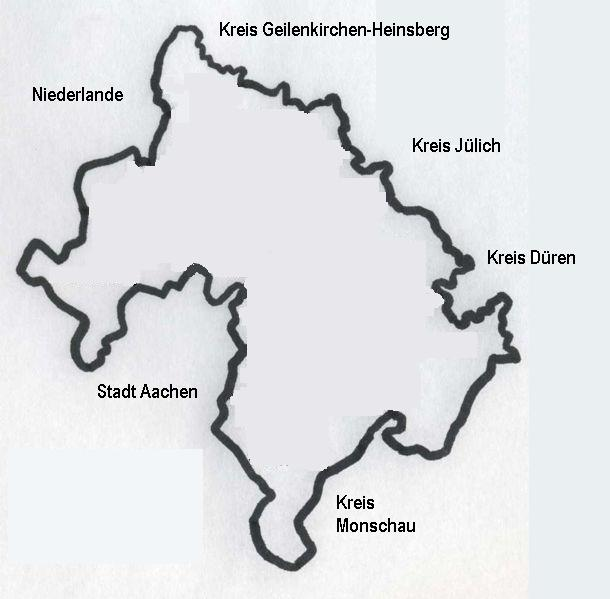
Kreis Aachen 1971

Der Landkreis Aachen (ab 1. Oktober 1969 Kreis Aachen) war ein von 1816 bis 1971 bestehender Kreis in Nordrhein-Westfalen, der 1816 im damaligen Regierungsbezirk Aachen in der preußischen Rheinprovinz aus den von 1798 bis 1814 französischen Kantonen Burtscheid (frz. Borcette) und Eschweiler im Arrondissement d’Aix-la-Chapelle des Département de la Roer sowie Teilen des Kantons Rolduc im Arrondissement de Maastricht des Département Meuse-Inférieure entstanden ist. Verwaltungssitz war bis zur Eingemeindung nach Aachen im Jahr 1897 die Stadt Burtscheid, danach die kreisfreie Stadt Aachen. Der Kreis ging am 1. Januar 1972 im Rahmen der nordrhein-westfälischen Gebietsreform zusammen mit drei Gemeinden des Kreises Monschau im neuen Kreis Aachen auf und dieser ging am 21. Oktober 2009 in der neu geschaffenen Gebietskörperschaft Städteregion Aachen auf.
Aus den anfänglich über zwanzig Gemeinden verblieben über den 1. Januar 1972 hinaus nur noch fünf: Alsdorf, Eschweiler, Herzogenrath, Stolberg und Würselen.

## Geographie

### Nachbarkreise
Der Kreis Aachen grenzte 1971 im Uhrzeigersinn im Norden beginnend an den Selfkantkreis Geilenkirchen-Heinsberg sowie an die Kreise Jülich, Düren und Monschau. Im Südwesten grenzte er an die belgische Provinz Lüttich und im Westen an die niederländische Provinz Limburg.

## Geschichte

### Vorgeschichte

#### Steinzeit, Kelten und Römer
Wichtige prähistorische Funde wurden im Kreisgebiet, etwa im Korkus bei Eschweiler-Volkenrath, in Simmerath-Strauch und in Monschau-Kalterherberg, entdeckt. Primitive Faustkeile und Steingeräte zeugen davon, dass dieser Landstrich schon in der Altsteinzeit, also vor mehr als 500.000 Jahren v. Chr., von Jägern und Fischern bewohnt war. Später zogen nomadisierende Völkerschaften durch. Zuerst siedelten hier Kelten, dann eroberten die Römer kurz vor der Zeitenwende das Gebiet. Sie rotteten den Stamm der Eburonen, der zwischen Maas und Rur lebte, im Jahre 57 n. Chr. aus und siedelten dafür westlich der Wurm die germanischen Stämme der Segnier und Condruser an und östlich der Wurm die Ubier.
Während der 400-jährigen Herrschaft der Römer erlebte der Aachener Raum eine wirtschaftliche und kulturelle Blütezeit. Darüber hinaus verbreiteten sie das Christentum. Im Laufe der Zeit folgten andere Stämme. Den abziehenden römischen Legionen folgten vom Rhein und der Maas her Stämme ripuarischer und salischer Franken.

#### Franken
Chlodwig I. (466 bis 511), seit 482 König der Franken und Gründer des fränkischen Großreiches, vernichtete die restliche Herrschaft der Römer in Gallien (heutiges Frankreich und Belgien) und überschritt die Wurm. Um 500 n. Chr. stand er vor den Toren Kölns.
Karl der Große (742 bis 814), der seit 768 Frankenkönig war, erhob 769 den damaligen Königshof Aachen zur Pfalz, das heißt, zu einem bevorzugten Aufenthalt des Hofes. Ihn reizten neben den heißen Quellen und der günstigen Lage Aachens inmitten seines Reiches auch die großen Jagdgebiete in der Eifel und in den Ardennen.

#### Aachener Reich
Im Laufe der Jahrhunderte entwickelten sich Aachen und das Land um die kaiserliche Pfalz vom bäuerlichen Königsgut zur Freien Reichsstadt und Zentrum des Aachener Reiches. Dem Aufstieg folgte der Niedergang, aber auch ein zähes Ringen um Freiheit und Eigenständigkeit.
Fürsten, Kaiser, Könige, Herzöge und Ritter befehdeten sich in der Vergangenheit unaufhörlich und verwüsteten dabei immer wieder das Land. Normannen, Staufen und Welfen, Österreicher, Spanier, Lothringer, Hessen, Holländer, Schweden und Franzosen, sie alle zogen hier durch oder kämpften. Darunter litten die Bürger und Bauern. Das Landvolk musste häufig flüchten, es verlor Hab und Gut oder gar das Leben. Seuchen und Hungersnot kamen hinzu, so dass das sich immer wieder aufraffende Land tiefer und tiefer verelendete.

### Arrondissement d’Aix-la-Chapelle in der Franzosenzeit
Trotz der vielen Kriege und Erbauseinandersetzungen blieben die im 14. Jahrhundert errichteten territorialen Verhältnisse im „Aachener Reich“ bestehen, bis die ersten französischen Revolutionsheere 1792 das linke Rheinufer besetzten. Nach der vorübergehenden Besetzung des Aachener Landes vom 15. Dezember 1792 bis zum 2. März 1793 durch die Franzosen erfolgte im September 1794 die dauernde Besitznahme. Die neue Herrschaft sollte zwanzig Jahre dauern.
An die Stelle der vielen weltlichen und geistlichen Herrschaften trat nach französischem Vorbild eine Neugliederung der Verwaltungsbezirke. Das linksrheinische Gebiet wurde 1798 in vier Départements eingeteilt, an deren Spitze Präfekten standen. Sie wurden in von Unterpräfekten geleitete Arrondissements gegliedert, die wiederum aus Kantonen bestanden. Aachen war ebenfalls Sitz des Arrondissements d’Aix-la-Chapelle. Als unterste Verwaltungseinheit fungierten die Mairien (dt. Bürgermeistereien). Die Arrondissements entsprachen unseren Regierungsbezirken. Aachen wurde die Hauptstadt des Rur-Departements (Département de la Roer) für 42 Kantone (im damaligen Kreis Aachen: Borcette (dt. Burtscheid), Eschweiler und Montjoie (dt. Monschau)) und 331 Mairien, also auch für das ganze Land um Aachen und Monschau. Ausgenommen waren Teile von Herzogenrath, Alsdorf, Merkstein und Rimburg, die dem Département Meuse-Inférieure zugewiesen wurden.
Die Verwaltung in den neuen Bezirken arbeitete streng zentralistisch. Die Völkerschlacht bei Leipzig im Oktober 1813 beendete die französische Herrschaft in Deutschland. Am 17. Januar 1814 verließ der Präfekt die alte Kaiserstadt. Noch am selben Abend zogen alliierte Truppen in Aachen ein. Zwar blieb zunächst das „Département“ bestehen, doch übernahm nunmehr eine Zentral-Regierungskommission die Verwaltung.

### Preußischer Landkreis seit 1816
Auf dem Wiener Kongress (1815) wurde dann die grundlegende Neuordnung der staatlichen Verhältnisse nach der Niederlage Napoleons beschlossen. Dank seiner Beteiligung an den Freiheitskriegen erhielt Preußen durch das Wiener Traktat neben anderen Bereichen auch das Aachener Gebiet zugesprochen. Im November 1815 erfolgte die Einteilung des Rheinlandes in zwei Provinzen (Provinz Großherzogtum Niederrhein und Provinz Jülich-Kleve-Berg) mit jeweils drei Regierungsbezirken. Einer davon war der Regierungsbezirk Aachen in der Provinz Großherzogtum Niederrhein. Entsprechend der preußischen Verwaltungsgliederung wurden darüber hinaus so genannte Kreise gebildet, deren Grenze durch die französischen Kantone weitgehend vorbestimmt waren. Die Größe dieser neuen staatlichen Verwaltungsbezirke legte man danach fest, ob der Bürger seine Geschäfte an einem Tage, ohne zu übernachten, bei der Landratsverwaltung erledigen konnte. Bei einer Wegezeit von ungefähr einer Stunde ergaben die Verhältnisse Anfang des 19. Jahrhunderts eine Geschwindigkeit – zu Fuß oder mit dem Pferdewagen – von 5 Kilometern pro Stunde. 1816 setzte Preußen den Landkreis Aachen aus dem ehemaligen französischen Kanton Burtscheid, dem ehemaligen französischen Kanton Eschweiler und Teilen des Kantons Rolduc zusammen. Der Kreis war zunächst in 21 Bürgermeistereien gegliedert, darunter Alsdorf (heute Stadt Alsdorf), Burtscheid (heute Aachen-Burtscheid), Eschweiler (heute Stadt Eschweiler), Herzogenrath (heute Stadt Herzogenrath), Stolberg (heute Stadt Stolberg) und Würselen (heute Stadt Würselen).
An der Spitze der neuen Verwaltungseinrichtung stand nach den Bestimmungen des § 34 der Allerhöchsten Kabinettsorder Friedrich Wilhelms III. ein „Landrath“. Die Geburtsurkunde des Landkreises Aachen ist die Anordnung der königlich preußischen Regierung zu Aachen, die im Amtsblatt Nr. 1 vom 27. April 1816 veröffentlicht wurde. Mit dem 1. Mai 1816 trat der Landrat Karl Rudolf von Strauch für den Landkreis Aachen sein wichtiges Amt an. Dem Landkreis Aachen wurden 6,16 geografische Quadratmeilen Fläche für 43.349 Seelen zugeteilt. 1822 wurde per Kabinettsorder die Provinz Großherzogtum Niederrhein mit der Provinz Jülich-Kleve-Berg zur preußischen Rheinprovinz vereinigt.
Im 19. Jahrhundert erfuhr der Landkreis im Inderevier und im Wurmrevier einen gewaltigen industriellen Aufschwung. Federführend waren Familien wie Wültgens-Englerth, Schleicher, Prym, Peltzer, Pastor, Neuman und Hoesch.
Mit der Einführung der Gemeindeordnung für die Rheinprovinz von 1845 wurde die Bürgermeisterei Eschweiler in die Stadt Eschweiler und die Gemeinde Kinzweiler untergliedert. Die Bürgermeisterei Forst umfasste die Gemeinden Eilendorf und Forst. Alle übrigen Bürgermeistereien bildeten jeweils eine einzige Gemeinde.
Burtscheid und Stolberg erhielten 1856 die Rheinische Städteordnung. Die Bürgermeisterei Rimburg wurde 1857 in die Bürgermeisterei Merkstein eingegliedert, die seitdem die beiden Gemeinden Merkstein und Rimburg umfasste. Nachdem auch Eschweiler 1858 die Rheinische Städteordnung erhalten hatte, wurde die Gemeinde Kinzweiler zu einer eigenen Bürgermeisterei erhoben. Die Gemeinde Eilendorf wurde 1886 aus der Bürgermeisterei Forst herausgelöst und zu einer eigenen Bürgermeisterei erhoben.

### Ausgemeindungen 1897 und 1906
Kreisstadt war die Stadt Burtscheid bis zum Jahre 1897, in welchem Burtscheid in die nicht zum Kreis gehörige Stadt Aachen eingemeindet wurde. Seitdem war Aachen Kreisstadt, ohne kreisangehörige Gemeinde zu sein. Das Kreishaus befindet sich noch heute auf dem Gebiet der ehemaligen Stadt Burtscheid. Die Gemeinde Forst wurde am 1. April 1906 ebenfalls in die Stadt Aachen eingemeindet. Durch die Auskreisung von Burtscheid und Forst erlitt der Landkreis Aachen erhebliche Landverluste; denn 2000 Hektar gingen damit an die Stadt Aachen.

#### 22 Gemeinden ab 1906

##### Stadtgemeinden
- Eschweiler (Stadtrechte 1858)
- Stolberg (Stadtrechte 1856)

##### Landgemeinden
| - Alsdorf - Bardenberg - Brand | - Broich - Büsbach - Cornelimünster | - Eilendorf - Gressenich - Haaren | - Herzogenrath - Hoengen - Kinzweiler | - Kohlscheid - Laurensberg - Merkstein | - Richterich - Rimburg - Walheim | - Weiden - Würselen |

### Weitere Eingemeindungen
Die Gemeinde Rimburg wurde 1927 nach Merkstein eingemeindet. Im Jahre 1932 kamen aus dem Amt Nothberg des Kreises Düren die Gemeinden Nothberg und Hastenrath mitsamt ihren Ortschaften Bohl, Volkenrath und Scherpenseel zur Stadt Eschweiler. Broich und Weiden wurden 1934 zur Gemeinde Broichweiden vereint, und 1935 wuchs die Stadt Stolberg (Rhld.) deutlich an: Büsbach wurde eingemeindet und mehrere Stadtteile kamen von Eschweiler hinzu, unter anderem Donnerberg sowie der Stolberger Hauptbahnhof.

#### Die 19 Gemeinden ab 1935

##### Städte
- Eschweiler
- Herzogenrath (Stadtrechte 1919 erneuert)
- Stolberg (Rhld.)
- Würselen (Stadtrechte 1924)

##### Weitere Gemeinden
| - Alsdorf - Bardenberg - Brand | - Broichweiden - Eilendorf - Gressenich | - Haaren - Hoengen - Kinzweiler | - Kohlscheid - Kornelimünster - Laurensberg | - Merkstein - Richterich - Walheim |

### Landkreis nach dem Zweiten Weltkrieg
Der Landkreis Aachen gehörte bis 1945 zum Regierungsbezirk Aachen in der preußischen Rheinprovinz und nach dem Zweiten Weltkrieg ab 1946 zum weiterbestehenden Regierungsbezirk Aachen in dem, aus dem nördlichen Teil der Rheinprovinz und der Provinz Westfalen durch Verordnung Nr. 46 vom 23. August 1946 Betreffend die Auflösung der Provinzen des ehemaligen Landes Preußen in der Britischen Zone und ihre Neubildung als selbständige Länder der britischen Militärregierung, neu gebildeten Land Nordrhein-Westfalen.
Alsdorf erhielt 1950 Stadtrechte.
Seit dem 1. Oktober 1969 hießen alle nordrhein-westfälischen Landkreise jeweils Kreis, also wurde auch der Landkreis Aachen in Kreis Aachen umbenannt.

#### Die 19 Gemeinden bis 1971

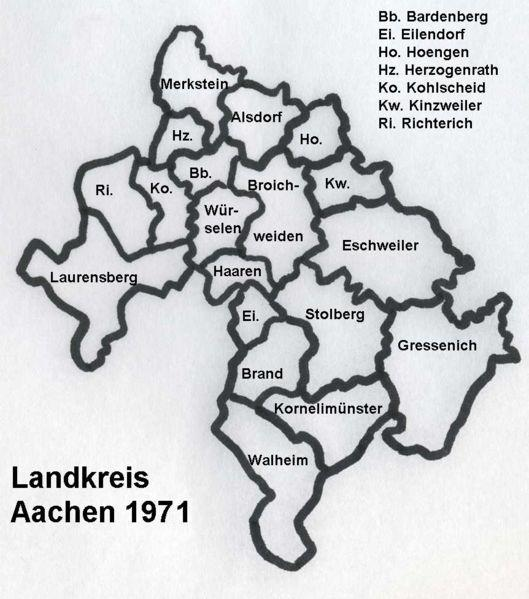
Der Kreis Aachen 1971

Von 1937 bis 1971 gab es im Landkreis bzw. Kreis 19 Städte und Gemeinden. Der statistische Stand am 31. Dezember 1971 lautete: 337,14 Quadratkilometer Fläche und 280.730 Einwohner.
Durch das Aachen-Gesetz wurde der Kreis zum 1. Januar 1972 aufgelöst. Gleichzeitig wurde eine umfassende Gemeindereform durchgeführt. Bis auf die Ortschaft Rimburg, die zum Kreis Heinsberg kam, gingen das alte Kreisgebiet im neuen Kreis Aachen auf. Die folgende Tabelle gibt die heutige Zugehörigkeit der Gemeinden des alten Kreises Aachen an:
| frühere Gemeinde | heutige Gemeinde             | bis 2009 zu                  | Einw. 31. Dez. 1969 |
| ---------------- | ---------------------------- | ---------------------------- | ------------------- |
| Alsdorf          | Alsdorf                      | Kreis Aachen                 | –                   |
| Bardenberg       | Würselen, Herzogenrath       | Kreis Aachen                 | –                   |
| Brand            | Aachen                       | Stadt Aachen                 | –                   |
| Broichweiden     | Würselen                     | Kreis Aachen                 | –                   |
| Eilendorf        | Aachen                       | Stadt Aachen                 | –                   |
| Eschweiler       | Eschweiler                   | Kreis Aachen                 | 39.622              |
| Gressenich       | Stolberg                     | Kreis Aachen                 | 9.222               |
| Haaren           | Aachen                       | Stadt Aachen                 | –                   |
| Herzogenrath     | Herzogenrath                 | Kreis Aachen                 | –                   |
| Hoengen          | Alsdorf                      | Kreis Aachen                 | –                   |
| Kinzweiler       | Eschweiler                   | Kreis Aachen                 | 2.942               |
| Kohlscheid       | Herzogenrath                 | Kreis Aachen                 | –                   |
| Kornelimünster   | Aachen, Stolberg             | Stadt Aachen                 | –                   |
| Laurensberg      | Aachen                       | Stadt Aachen                 | –                   |
| Merkstein        | Herzogenrath Übach-Palenberg | Kreis Aachen Kreis Heinsberg | –                   |
| Richterich       | Aachen                       | Stadt Aachen                 | –                   |
| Stolberg         | Stolberg                     | Kreis Aachen                 | 39.489              |
| Walheim          | Aachen                       | Stadt Aachen                 | –                   |
| Würselen         | Würselen                     | Kreis Aachen                 | –                   |

### Einwohnerentwicklung
| Jahr | Einwohner |
| ---- | --------- |
| 1816 | 43.349    |
| 1825 | 49.219    |
| 1852 | 64.992    |
| 1871 | 92.250    |
| 1880 | 102.754   |
| 1890 | 122.136   |
| 1900 | 127.198   |
| 1910 | 149.744   |
| 1925 | 171.449   |
| 1939 | 195.251   |
| 1950 | 221.957   |
| 1960 | 258.300   |
| 1971 | 280.730   |

### Geschichte der Eisenbahn im Kreis Aachen
Durch den zunehmenden Individualverkehr sowie die Beendigung des Bergbaus im Aachener Steinkohlenrevier wurden zahlreiche Nebenstrecken wegen mangelnder Rentabilität stillgelegt bzw. abgebaut. Dabei handelt es sich um folgende Strecken:
- Bahnstrecke Aachen-Nord–Jülich über Würselen – Mariagrube – Aldenhoven (z. T. abgebaut)
- Würselen – Kohlscheid (abgebaut)
- Mariagrube – Siersdorf (Grubenanschlussbahn, noch vorhanden, aber ohne Betrieb)
- Bahnstrecke Aachen–Maastricht (stillgelegt; von Richterich bis Vetschau abgebaut), heute von Vetschau bis Schin op Geul Museumsbahnverkehr der niederländischen Zuid-Limburgse Stoomtrein Maatschappij (ZLSM)
- Aachen-Rothe Erde – Kornelimünster – Walheim (abgebauter Ast der Vennbahn)
- Merkstein-Nordstern – Grube Carl Alexander (Grubenanschlussbahn, abgebaut)
- Eschweiler-Weisweiler – Inden – Jülich (Ast der Talbahnlinie)
- Geilenkirchener Kreisbahn: Alsdorf – Baesweiler – Puffendorf – Geilenkirchen (abgebaut)
- Jülicher Kreisbahn: Jülich – Puffendorf (noch vorhanden, aber ohne Betrieb)
- Bahnstrecke Stolberg–Münsterbusch (abgebaut)
- Bahnstrecke Stolberg-Walheim (Teilstück der Vennbahn mit den Haltepunkten Stolberg-Atsch, Stolberg-Mühle, Kortumstraße und Stolberg-Hammer, 1867 auf 1,4 km in Betrieb genommen, 1881 Fertigstellung der Fortsetzung bis Binsfeldhammer, 1961 auf eingleisigen Verkehr umgestellt, 1973 Güterabfertigung in Stolberg-Hammer aufgegeben, 1979 Abbruch des Bahnhofsgebäudes, seit 2001 von der Euregiobahn genutzt)
- Bahnstrecke Stolberg-Mönchengladbach

Eisenbahnentwicklung im 19. Jahrhundert in Stolberg

Betriebswerk Stolberg

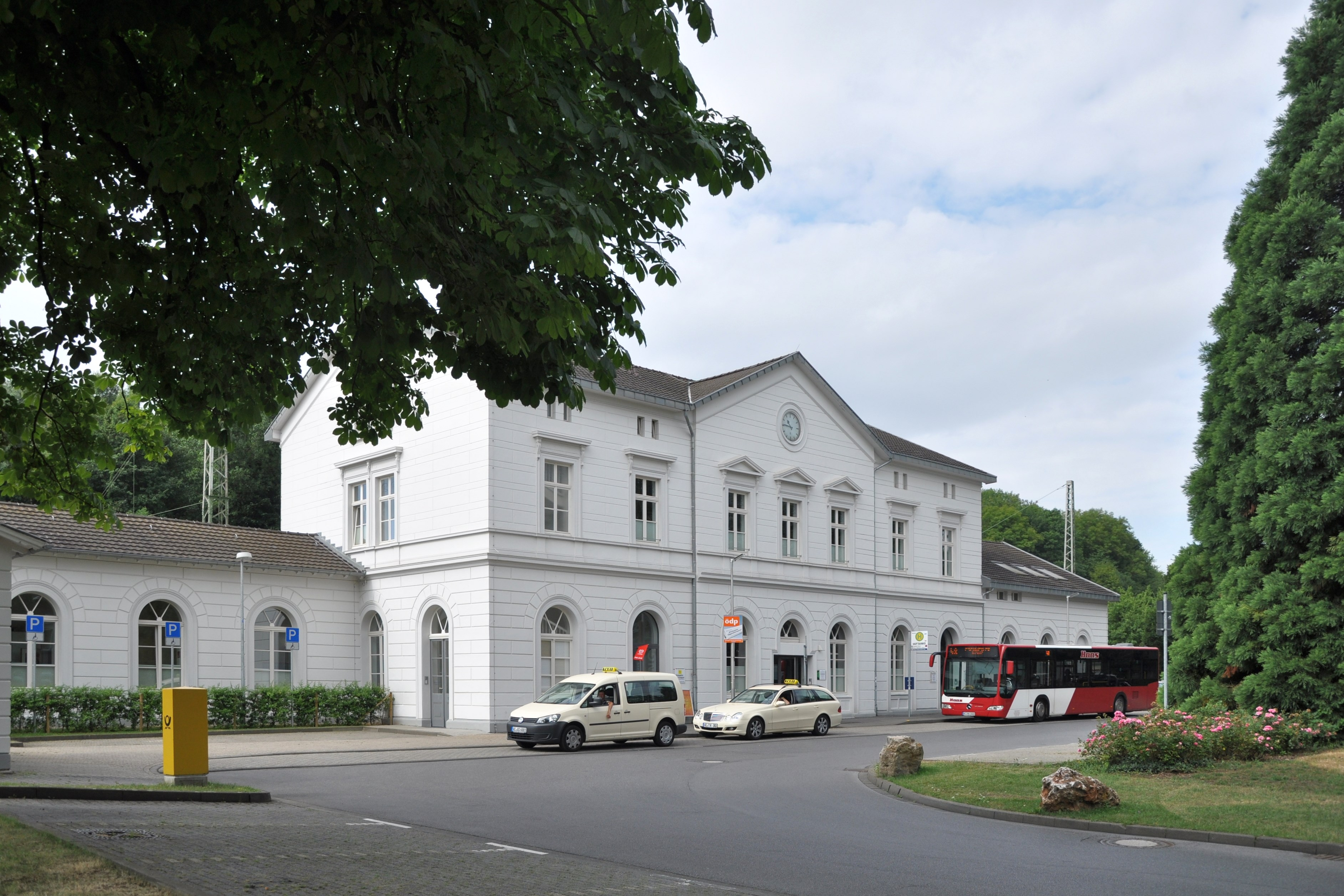
Eschweiler Hbf

Die Eisenbahngeschichte von Eschweiler begann in den 1840er Jahren mit der Eröffnung des Eschweiler Hauptbahnhofs im Stadtteil Röthgen. Ursprünglich war die Trasse und der Hauptbahnhof an der heutigen Jülicher Straße zwischen Eschweiler und Dürwiß geplant; sie wurde in den 1930er Jahren zum Bau der Bundesautobahn 4 genutzt. Drei Trassen führen durch Eschweiler: die Hauptfahrstrecke Köln-Aachen mit Nothberg, Eschweiler Hbf und bis 1935 Stolberg Hbf, die Bahnstrecke Mönchengladbach–Stolberg mit Eschweiler-Weisweiler, Eschweiler-Nothberg, Eschweiler Tal (heute: Eschweiler-Talbahnhof/Raiffeisenplatz), Eschweiler-West, Eschweiler-Röhe (stillgelegt) und Eschweiler-Aue und die Ringbahn mit Eschweiler-St. Jöris.
Die Eisenbahngeschichte von Stolberg ist eng verknüpft mit der Expansion der Stolberger Industrie, wo Kuperhöfe und anderen Großbetriebe den Bau von Bahnhöfen und Gleisanlagen forcierten. In der Nähe des Stolberger Hbf wurde bis 1976 ein Eisenbahnbetriebswerk unterhalten. Weitere Bahnhöfe waren der Bahnhof Stolberg-Atsch und der Bahnhof Velau.

## Politik

### Landräte von 1816 bis 1971
- 1816–1836: Karl Rudolf von Strauch
- 1836–1853: Franz Carl Hasslacher
- 1853–1882: Georg Hasenclever
- 1883–1899: Franz Coels von der Brügghen
- 1899–1919: Karl von Pastor
- 1919–1920: Jürgen von Funck (auftragsweise)
- 1920–1928: Hermann Pütz
- 1928–9999: Wilhelm Leopold Janssen (interimistisch)
- 1928–1944: Erwin Classen
- 1944–9999: Hans Westhoff (auftragsweise)
- 1944–9999: Walther Kuhla (vertretungsweise)
- 1944–9999: Hermann Heerdt (vertretungsweise)
- 1944–1945: Hermann Sträter (berufen durch die amerikanische Armee)
- 1945–1946: Wienand Ungermann (berufen durch die britische Militärregierung)
- 1946–1949: Johann Ernst, CDU (berufen durch die britische Militärregierung)
- 1949–1952: Wilhelm Kohlen, SPD
- 1952–1953: Peter von Agris, CDU
- 1953–1954: Leonhard Lennartz, SPD
- 1954–1956: Johann Ernst, CDU
- 1956–1961: Leonhard Lennartz, SPD
- 1961–1964: Franz Delheid, CDU
- 1964–1969: Leonhard Lennartz, SPD
- 1969–1975: Edmund Tersluisen (CDU)

### Oberkreisdirektoren
- 1946–1947: Christian Wilhelm Berling
- 1947–1953: Rudolf Deku
- 1954–1958: Felix Seulen (1900–1958)
- 1959–1971: Otto Korn

### Ergebnisse der Kreistagswahlen von 1946 bis 1969
In der Liste werden nur Parteien und Wählergemeinschaften aufgeführt, die mindestens zwei Prozent der Stimmen bei der jeweiligen Wahl erhalten haben.
Stimmenanteile der Parteien in Prozent
| Jahr   | CDU  | SPD  | FDP | DZP | KPD   |
| ------ | ---- | ---- | --- | --- | ----- |
| 1946   | 59,6 | 30,4 |     |     | 9,4   |
| 1948   | 45,6 | 40,1 |     | 4,1 | 10,02 |
| 119521 | 42,1 | 36,7 | 7,6 | 4,1 | 5,1   |
| 1956   | 43,9 | 44,3 | 7,6 | 2,8 |       |
| 1961   | 51,4 | 40,8 | 7,8 |     |       |
| 1964   | 48,2 | 45,4 | 6,4 |     |       |
| 1969   | 49,7 | 45,6 | 4,7 |     |       |

Fußnote
1 1952: zusätzlich: BHE: 2,12 %, DP: 2,06 %

### Wappen
Zum Kreiswappen siehe hier.

Schwan im Geweih im Burtscheider Wappen
Jülicher Löwe im Eschweiler Wappen
Kreiswappen

## Kfz-Kennzeichen
Am 1. Juli 1956 wurde dem damaligen Landkreis bei der Einführung der bis heute gültigen Kfz-Kennzeichen das Unterscheidungszeichen AC zugewiesen. Es wird in der Städteregion Aachen durchgängig bis heute ausgegeben.